# Beato de Gerona
El Beato de Gerona es una versión ilustrada dentro del amplio número de copias hechas a lo largo de los siglos centrales de la Edad Media al Comentario al Apocalipsis escrito por Beato de Liébana (obras conocidas en términos generales como beatos). Esta copia, la del Beato de Gerona, fue encargada por el Abad Dominicus. Sénior actuó como escriba de la obra y todas las ilustraciones fueron creadas por los iluminadores Ende y Emeterius. Fue terminado en el año 975 en el monasterio de San Salvador de Tábara y en 1078 pasó a la Catedral de Santa María de Gerona. Junto al Beato Morgan y el Beato de Tábara es el último de los tres Beatos conservados que se conocen procedentes de este scriptorium de Tábara, arrasado a finales del siglo X por las incursiones de Almanzor.

## Autoría y fecha

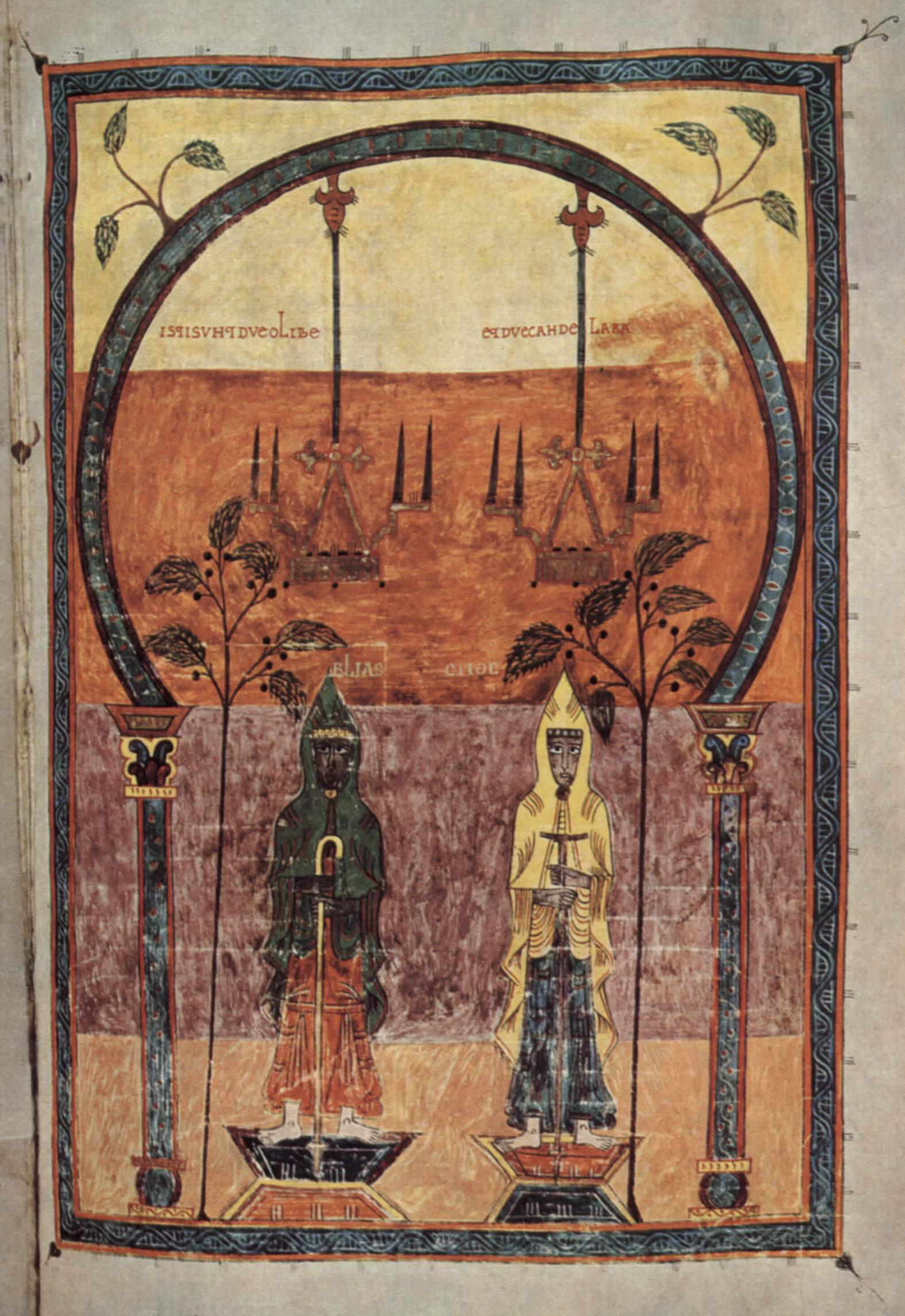
Ilustración Los dos testigos

Al final del manuscrito iluminado figuran el nombre del patrón, Abad Dominicus, y la fecha exacta de su edición (6 de julio de 975). También se conocen los nombres de sus dos ilustradores: Ende,"pintora y sierva de Dios" y Emeterio, "monje y sacerdote". La palabra latina para pintor aquí está en forma femenina. Era costumbre medieval citar los nombres, en orden decreciente de importancia. Por lo tanto se puede afirmar que el más importante de los dos ilustradores era una mujer, una de las pocas artistas femeninas con nombre de la Edad Media, probablemente una monja o un personaje noble.

## Contenido

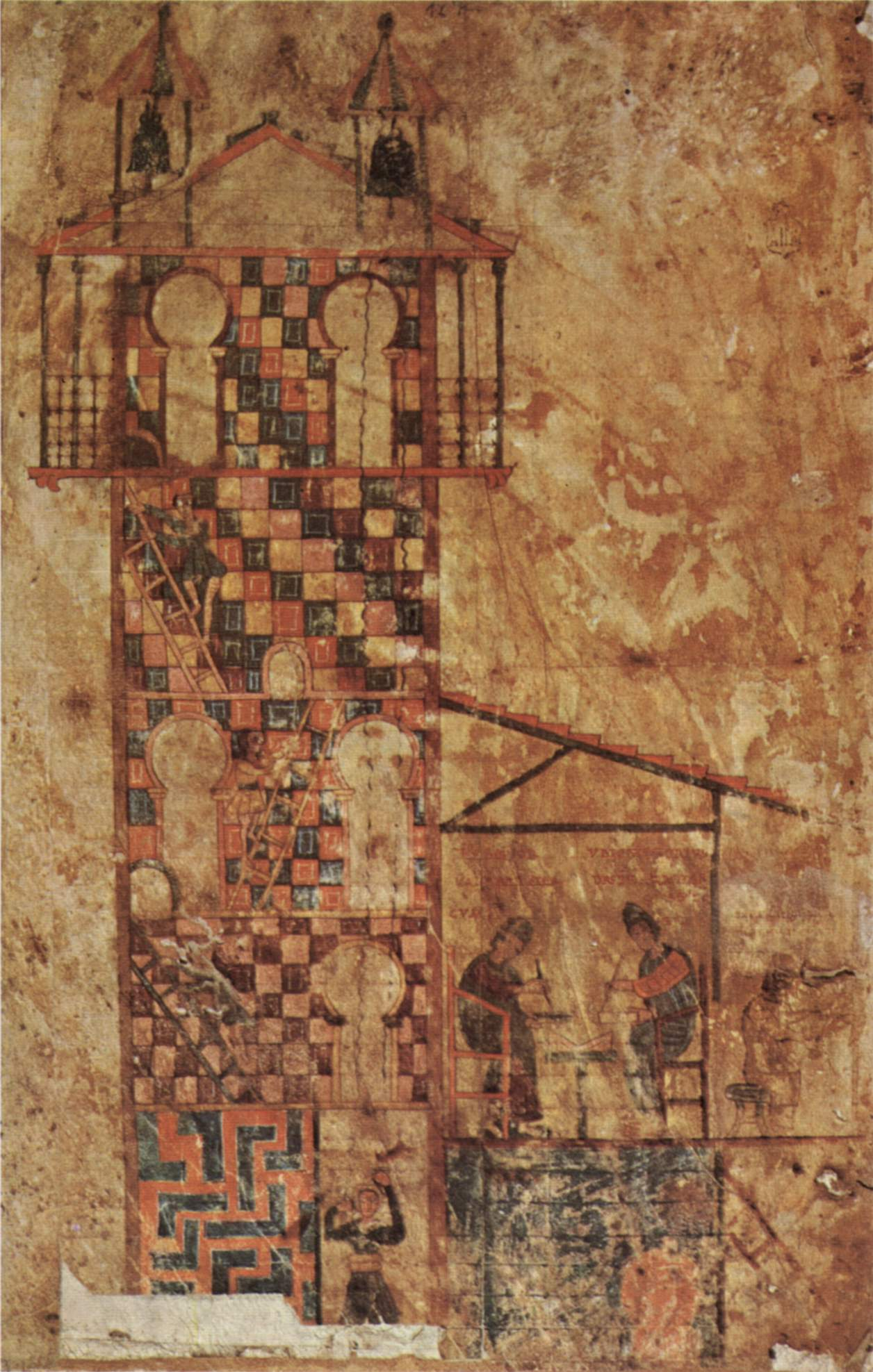
Ilustración del Beato de Tábara

Tiene 284 folios escritos en letra visigótica y fue importado seguramente del reino de León. Las imágenes son muy ricas en policromía y abundan el oro y la plata. Frente a los anteriores Beatos tabarienses, el Beato de Gerona constituye su versión más compleja y abierta a influencias de muy distinto tipo, desde turolenses e hispánicas, hasta musulmanas, persas o coptas. Presumiblemente, y de acuerdo con John Williams, la riqueza de estas influencias implica que este monasterio entró en contacto con obras provenientes de otros scriptoriums, o que sus autores tuvieron la posibilidad de viajar y conocer con relativa amplitud muy diversos materiales que después quedan recogidos y plasmados en su rica iconografía y temática pictórica.
En el catálogo The Art of Medieval Spain, John Williams llama al Beato de Gerona, uno de los más ricamente decorado y de los mejor documentados. Este códice contiene los Comentario al Apocalipsis, redactados en el siglo viii por Beato de Liébana. Además de la recopilación original del Beato de comentarios sobre el Libro del Apocalipsis, esta versión también contiene el comentario de Jerónimo sobre el Libro de Daniel. Daniel es rico en la profecía escatológica, por lo que la inclusión de comentarios de Jerónimo con el trabajo de Beato tiene sentido sobre una base temática.
La ilustración que hay a la derecha es la torre de la iglesia de Santa María de Tabara, anteriormente monasterio de San Salvador (Tabara, provincia de Zamora), donde se ubicaba el scriptorium donde se realizaron los beatos, aunque dicha imagen corresponde al Beato de Tábara y no al de Gérona. 